# Chilka (ville)
Pour les articles homonymes, voir Chilka.
Chilka (en russe : Шилка) est une ville du kraï de Transbaïkalie, en Russie, et le centre administratif du raïon Chilkinski. Sa population s'élève à 12 625 habitants en 2019.

## Géographie
Chilka se trouve sur la rivière Chilka, à 176 km à l'est de Tchita et à 4 894 km à l'est de Moscou.

## Histoire
Chilka est fondée dans la première moitié du XVIIIe siècle. Elle accéda au statut de commune urbaine en 1929 et à celui de ville en 1951. Chilka possède une gare sur le chemin de fer Transsibérien, au kilomètre 6444 depuis Moscou.

## Population
Recensements (*) ou estimations de la population
| 1923* | 1926* | 1931  | 1939*  | 1959*  | 1970*  |
| ----- | ----- | ----- | ------ | ------ | ------ |
| 2 193 | 3 163 | 5 818 | 17 282 | 16 805 | 16 065 |

| 1979*  | 1989*  | 2002*  | 2010*  | 2012   | 2013   |
| ------ | ------ | ------ | ------ | ------ | ------ |
| 17 198 | 18 057 | 14 748 | 13 947 | 13 701 | 13 535 |

| 2014   | 2015   | 2016   | 2017   | 2018   | 2019   |
| ------ | ------ | ------ | ------ | ------ | ------ |
| 13 292 | 13 162 | 12 983 | 12 784 | 12 663 | 12 625 |